# Lijst van plaatsen bijgenaamd 'Venetië'
De Venetiës van deze wereld danken hun eretitel aan de grote rol die het water er speelt, vooral als verkeersmiddel. Zeker als dit dan gecombineerd wordt met drukke (internationale) handelsactiviteit. De stad Venetië geldt voor deze plaatsen als het archetype.

## Het Venetië van hetNoorden
- Amiens, zo genoemd door Lodewijk XI[1]
- Amsterdam[2]
- Appingedam[3]
- Brugge[4]
- Emden[5]
- Giethoorn[6]
- Hamburg[7]
- Joure in de 18e eeuw
- Leiden[8]
- Molkwerum[9]
- Sint-Petersburg
- Stockholm[10]
- Stralsund[11]
- Wrocław[12]
- Utrecht[13]

## Het Venetië van hetOosten
- Bangkok
- Nanxun
- Shanghai
- Suzhou, zo genoemd door Marco Polo[14]
- Udaipur
- Tai O
- Palembang

## Het Venetië van hetWesten
- Fort Lauderdale

## Andere Venetiës
- Het Venetië van Brazilië is Recife.[15]
- Het Venetië van de Cotswolds is Bourton-on-the-Water.[16]
- Het Venetië van de Gâtinais is Montargis.[17]
- Het Venetië van Letland is Kuldīga.[18]
- Het Venetië van Oekraïne is Vylkove.[19]
- Het Venetië van de Nieuwe Wereld is Tenochtitlan.[20]
- Het Venetië van de Provence is L'Isle-sur-la-Sorgue.
- Het Venetië van het Ruhrgebied is Datteln. Deze kleine stad wordt zo genoemd vanwege de kanalen die er samenkomen.[21]

## Andere verwijzingen naar Venetië
- In Alkmaar ligt de straat Fnidsen, genoemd naar Venetië vanwege de handel met de die stad.
- In Bamberg wordt een rij huisjes langs de Regnitz Klein Venedig genoemd.[22]
- In Enkhuizen is er een straat met de naam Venedie. Dat was vroeger een gracht en stond in verbinding met de oude haven.
- In Hoorn is er een eiland met straatje genaamd Venidse, vanwege de handel met Venetië.
- Le Marais Poitevin, La Venise verte of "het groene Venetië", het op een na grootste moerasgebied in Frankrijk aan de monding van de Sèvre met vele vierkante kilometers aan kanalen en nauwelijks huizen.
- Petite Venise, een wijk in Colmar (Frankrijk).
- In Purmerend is een straat met de naam Venediën, waarlangs vroeger het water de Where liep.
- Venezuela, letterlijk "klein Venetië".